# درو (إيران)
درو هي قرية في مقاطعة خلخال، إيران. عدد سكان هذه القرية هو 567 في سنة 2006.